# 文昶辰
文昶辰（韓語：문창진／文昶辰，1993年7月12日—），為韓國男子足球員動員，現時被經典K聯賽仁川聯外借至尚州尚武，司職中場。目前為國家隊成員。

## 榮譽
浦項製鐵
- K聯賽1冠軍: 2013
- 韓國足協盃冠軍: 2012、2013

韓國
- 亞足聯U19青年錦標賽冠軍: 2012

## 外部連結
- 文昶辰在 kleague.com上的出场纪录（韓語）